# Melanephia teretipalpa
Melanephia teretipalpa är en fjärilsart som beskrevs av Hans Daniel Johan Wallengren 1860. Melanephia teretipalpa ingår i släktet Melanephia och familjen nattflyn. Inga underarter finns listade i Catalogue of Life.